# Dumbletoniella rotunda
Dumbletoniella rotunda là một loài côn trùng cánh nửa trong họ Aleyrodidae, phân họ Aleyrodinae.
Dumbletoniella rotunda được Martin & Carver năm Martin miêu tả khoa học đầu tiên năm 1999.